# Katrin Weber (Schauspielerin)
Katrin Weber (* 15. Januar 1963 in Plauen) ist eine deutsche Sängerin, Musicaldarstellerin, Schauspielerin und Kabarettistin.

## Leben und Wirken

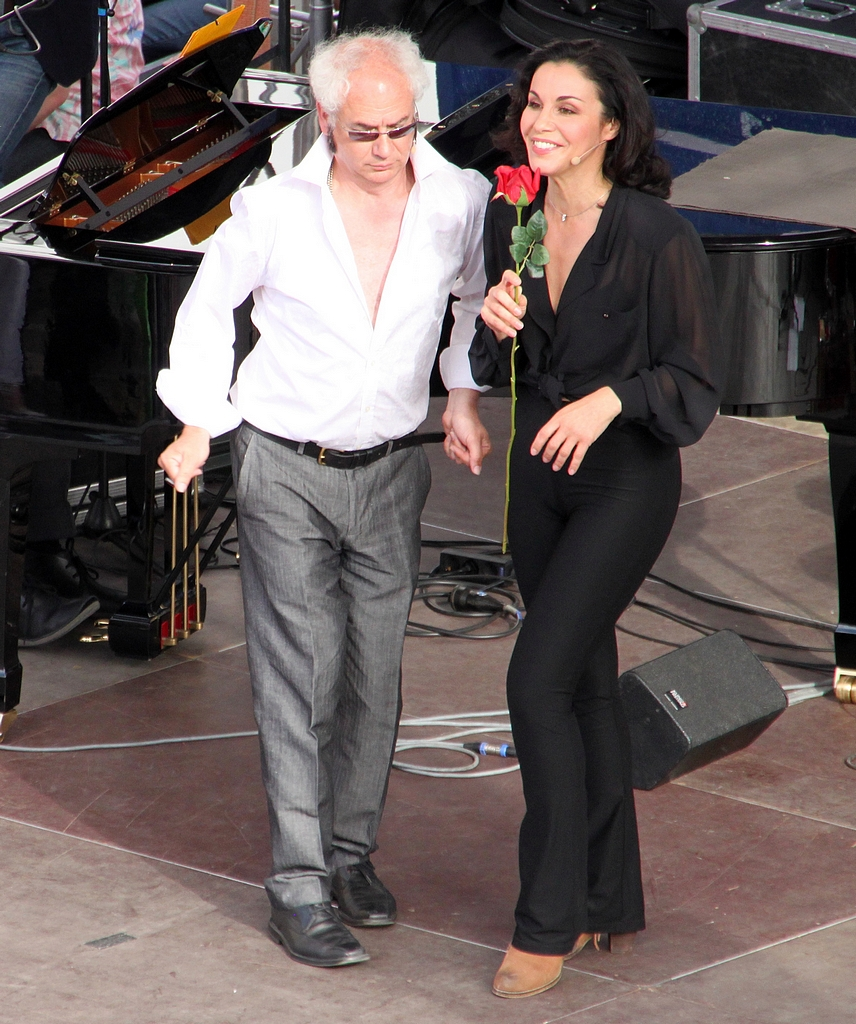
Katrin Weber und Tom Pauls beim Benefizkonzert für die Opfer der Elbeflut 2013 in Pirna

Katrin Weber wuchs in Plauen im Vogtland auf. Sie erlernte den Beruf einer Schneiderin und legte dabei ihr Abitur ab. 1981 begann sie ein Gesangsstudium an der Hochschule für Musik Carl Maria von Weber Dresden, das sie 1987 abschloss.
Danach trat Katrin Weber zunächst als Musicaldarstellerin auf und spielte Titelrollen wie Evita in Evita, Eliza in My Fair Lady, Sally in Cabaret, Maria Magdalena in Jesus Christ Superstar, Charity in Sweet Charity, Annie in Annie Get Your Gun und Anita in West Side Story. 1989 spielte sie die weibliche Hauptrolle in der Uraufführung des Musicals Jack the Ripper von Günther Fischer. Von 1988 bis 1997 war sie am Theater Altenburg-Gera engagiert. Seit 1995 ist sie Mitglied der Musical Company „Musical Night“. 1991 erhielt sie den Franz-Grothe-Preis beim Bundeswettbewerb Gesang Berlin.
Etwa ab Anfang der 1990er Jahre konzentrierte sich Katrin Weber verstärkt auf das Schauspiel und das Kabarett. Einem breiten Publikum bekannt wurde sie durch das Stück Schwarze Augen – Eine Nacht im Russenpuff, in dem sie seit 1999 gemeinsam mit Tom Pauls und Detlef Rothe auf deutschen Bühnen spielt. Mit Tom Pauls ging sie auch mit dem Stück Tom und Chérie auf Tournee. Ab 2004 war sie mit Bernd-Lutz Lange mit dem Programm Das wird nie was unterwegs. Bei ihren Soloprogrammen wird sie meist von dem Pianisten Rainer Vothel und dessen Band begleitet. 
Im Fernsehen trat Katrin Weber zunächst im Fernsehen der DDR auf, so in einem Duett mit Gunther Emmerlich in dessen Sendung Showkolade. Nach der Wende setzte sie ihre Auftritte vor allem im MDR fort. Sie trat als Schauspielerin in mehreren Serien auf (Leute gibt’s, Bis der Arzt kommt, Die Politesse, Die Politesse – Der Film), war Gast in Sendungen wie Riverboat und Kachelmanns Spätausgabe und war Moderatorin und Mitwirkende in Sendungen der MDR-Reihe Langer Samstag sowie in Wie witzig, Frau Weber und als BARbara in Damals war’s. Im MDR moderierte sie von 2019 bis 2022 die eigene Late-Night-Show Katrin Weber – late talk.
2009 erhielt Katrin Weber für ihr Programm Katrin Weber Solo den Thüringer Kleinkunstpreis.
2014 erschien begleitend zu ihrem zweiten Soloprogramm Nicht zu fassen ihr erstes Soloalbum Ich würd’ dich gerne wieder siezen, das von Tobias Künzel produziert wurde.
2024 wurde sie mit dem Kabarettpreis Eddi ausgezeichnet.
Weber lebt in Chemnitz und Leipzig, hat einen Sohn und ist mit dem Opernsänger Matthias Winter verheiratet.

## CD- und DVD-Ausgaben
- 1995: F.L.E.T.S.C.H., Musical, CD
- 1997: Musical Night Live, CD
- 2006: Das wird nie was, Kabarettprogramm mit Bernd-Lutz Lange, DVD
- 2007: Der Graf von Gleichen, Musical, CD
- 2014: Ich würd’ dich gerne wieder siezen, Album (BuschFunk)

## Veröffentlichungen
- mit Stefan Schwarz: Sie werden lachen. Größtenteils schonungslose Erinnerungen. Autobiografie. Aufbau, Berlin 2017, ISBN 978-3-351-03667-6.